# Tripedaliidae
Famille
Les Tripedaliidae sont une famille de méduses de l'ordre Cubomedusae.

## Liste des genres
Selon World Register of Marine Species (7 mars 2019) :
- genre Copula Bentlage, Cartwright, Yanagihara, Lewis, Richards & Collins, 2010
- genre Tripedalia Conant, 1897

## Publication originale
(en) Franklin Story Conant (it), « Notes on the cubomedusae », Johns Hopkins University Circulars, vol. 132,‎ 1897. 